# Felipe Ortiz Venegas
Felipe Sebastián Ortiz Venegas (Curicó, Chile; 25 de septiembre de 2001) es un futbolista chileno. Juega de centrocampista y su equipo actual es el Curicó Unido de la Primera B de Chile.

## Trayectoria
Nacido en Curicó, Ortiz comenzó su carrera en el club de su ciudad natal, Curicó Unido, debutando en el primer equipo en 2020.
El 16 de marzo de 2024, convirtió su primer gol oficial, el que además le valió el triunfo a los curicanos por la cuenta mínima, en el Estadio La Granja, ante San Marcos de Arica, por la cuarta fecha de la Primera B 2024.

## Selección nacional
Forma parte de la selección sub-23 de Chile.

## Estadísticas
| Club                 | Div.          | Temporada     | Liga  | Liga  | Copas nacionales | Copas nacionales | Torneos internacionales | Torneos internacionales | Total | Total |
| Club                 | Div.          | Temporada     | Part. | Goles | Part.            | Goles            | Part.                   | Goles                   | Part. | Goles |
| -------------------- | ------------- | ------------- | ----- | ----- | ---------------- | ---------------- | ----------------------- | ----------------------- | ----- | ----- |
| Curicó Unido · Chile | 1.ª           | 2020          | 6     | 0     | —                | —                | —                       | —                       | 6     | 0     |
| Curicó Unido · Chile | 1.ª           | 2021          | 19    | 0     | 2                | 0                | —                       | —                       | 21    | 0     |
| Curicó Unido · Chile | 1.ª           | 2022          | 22    | 0     | 3                | 0                | —                       | —                       | 25    | 0     |
| Curicó Unido · Chile | 1.ª           | 2023          | 14    | 0     | —                | —                | 1                       | 0                       | 15    | 0     |
| Curicó Unido · Chile | 2.ª           | 2024          | 23    | 3     | 2                | 1                | —                       | —                       | 25    | 4     |
| Curicó Unido · Chile | Total club    | Total club    | 84    | 3     | 7                | 1                | 1                       | 0                       | 92    | 4     |
| Total carrera        | Total carrera | Total carrera | 84    | 3     | 7                | 1                | 1                       | 0                       | 92    | 4     |
| 1. 2. 3.             |               |               |       |       |                  |                  |                         |                         |       |       |